# Графство Генган
Графство Генган (Генгам) (фр. Comte de Guingamp) — феодальное владение в Бретани со столицей в городе Генган, в середине XII века объединившееся с герцогством Бретань. 

## История
Этьен I, граф де Пентьевр, был женат на Хависе де Генган, богатой наследнице графств Трегье и Генган и сеньории Гоэлё. Происхождение самой Хависы не установлено. После смерти Этьена I в 1135 или 1136 году,  его младший сын Анри I д'Авогур получил владения своей матери, Хависы де Генган, которые перешли к графству Пентьевр еще при жизни его отца. Однако племянник Анри, герцог Бретани Конан IV, отобрал у него графство Генган, присоединив его к герцогству Бретань.

## Список графов Генгана
- ?—21 апреля 1135/1136: Этьен I (ум. 21 апреля 1135/1136), граф де Пентьевр с 1091/1093, граф Трегье и сеньор де Гоэлё
- 21 апреля 1135/1136—начало 1183: Анри I (ум. в начале 1183), граф де Пентьевр, граф Трегье и сеньор де Гоэлё с 1135/1136
- Объединено с герцогством Бретань.